# Piz S-chalambert Dadaint
Der Piz S-chalambert Dadaint ist ein 3031 m ü. M. hoher Berg in der Sesvennagruppe in den Schweizer Alpen. Nordwestlich vorgelagert liegt der 2678 m ü. M. hohe Piz S-chalambert Dadora.

## Lage und Umgebung
Der Gipfel erhebt sich etwa 4 km südöstlich von Ramosch über dem Unterengadin. Dabei beträgt der Höhenunterschied zwischen dem Gipfel und dem Flussbett des Inn an der Talsohle fast 2000 m. Die Südwestflanke des Berges fällt zum Val d’Uina ab. Der gesamte Berg liegt auf Schweizer Staatsgebiet, aber nur wenige Kilometer östlich befindet sich das italienische Rojental. Über den Gipfel verläuft die Grenze zwischen den Gemeinden Valsot und Scuol. Mit einer Schartenhöhe von 719 Metern ist der Piz S-chalambert ein relativ eigenständiger Berg.

## Routen zum Gipfel
Der Piz S-chalambert Dadaint wird eher selten bestiegen. Eine mögliche Route führt vom Rojental aus zur Inneren Scharte. Von dort muss kurz Richtung Norden abgestiegen werden, um das letzte Tal vor dem Gipfelaufbau zu erreichen. Durch dieses gelangt man über steile Geröllfelder und den obersten Südwestgrat zum Gipfel (etwa T4, I). Eine weitere Variante führt von Sur En auf den Piz S-chalambert Dadora. Von hier aus kann über den Verbindungsgrat zum Piz S-chalambert Dadaint aufgestiegen werden, wobei am Ende etwas in die Westflanke ausgewichen werden muss (etwa T5, II).